# Travis Smith (konstnär)
Denna artikel handlar om konstnären Travis Smith. För fler med samma namn, se Travis Smith.
Travis Smith, född 26 februari 1970, är en amerikansk illustratör, mest känd för att skapa omslagsbilder till hårdrocks- och metalalbum. Han har berömts av musiktidningen Alternative Press, och i webbtidningen Chronicles of Chaos kallats ”en av de mest talangfyllda grafiska konstnärerna i metal idag”. Travis Smith har gjort omslag och annan konst åt många etablerade metalband, bland andra Death, Devin Townsend, Katatonia, Nevermore, Opeth, CKY, Soilwork, King Diamond och Strapping Young Lad.

## Historia
Travis Smith föddes 26 februari 1970, strax utanför San Diego, Kalifornien. Han hade ingen formell konstskoleutbildning, bortsett från en kort period i high school. Han började sin karriär med att designa omslag åt sin väns progressiv metal-band Psychotic Waltz. Kontakterna han fick genom gruppen ledde till att han kunde börja jobba heltid med konst. 2005 hade han arbetat med nära hundra band. Han bor fortfarande strax utanför San Diego, där han föddes. Smiths konst är huvudsakligen skivomslag för olika metalband. Smith är känd för en mörk och inåtvänd stil, huvudsakligen baserad på fotografier i komposition med blandade andra typer av media.

## Lista över arbeten
| År   | Album                                               | Artist                   | Del                                                                   |
| ---- | --------------------------------------------------- | ------------------------ | --------------------------------------------------------------------- |
| 1998 | Elements of Anger                                   | Sadus                    | Bildmaterial                                                          |
| 1998 | Eyesore                                             | Skinlab                  | Bildmaterial, sättning                                                |
| 1998 | Firestarter (Century Black compilation)             | Various artists          | Bildmaterial, design                                                  |
| 1998 | Identity Four (Century Media compilation)           | Various artists          | Bildmaterial                                                          |
| 1998 | Something Wicked This Way Comes                     | Iced Earth               | Bildmaterial                                                          |
| 1998 | The Sound of Perseverance                           | Death                    | Bildmaterial                                                          |
| 1999 | Adagio                                              | Solitude Aeturnus        | Bildmaterial, design                                                  |
| 1999 | Alive in Athens                                     | Iced Earth               | Bildmaterial                                                          |
| 1999 | Demons & Wizards                                    | Demons & Wizards         | Bildmaterial, design, layout, logotyp                                 |
| 1999 | Disembody: The New Flesh                            | Skinlab                  | Bildmaterial, design                                                  |
| 1999 | Dreaming Neon Black                                 | Nevermore                | Design, fotografi, illustrationer                                     |
| 1999 | The Fragile Art of Existence                        | Control Denied           | Design                                                                |
| 1999 | Necroshine                                          | Overkill                 | Bildmaterial                                                          |
| 1999 | Still Life                                          | Opeth                    | Fotografi, inlagsdesign                                               |
| 1999 | Tonight's Decision                                  | Katatonia                | Design, layout, illustrationer                                        |
| 2000 | Black Emotions                                      | Beseech                  | Omslagsbild                                                           |
| 2000 | Bloodletting                                        | Overkill                 | Design, illustrationer, layoutkoncept                                 |
| 2000 | Dead Heart in a Dead World                          | Nevermore                | Design, illustrationer, layoutkoordination                            |
| 2000 | Identity 6 (Century Media compilation)              | Various artists          | Bildmaterial                                                          |
| 2000 | Kings of the World                                  | CJSS                     | Omslag                                                                |
| 2000 | Lightbringer                                        | Power Symphony           | Illustrationer                                                        |
| 2000 | Manifestation                                       | Malevolent Creation      | Design, illustrationer                                                |
| 2000 | Only Law Is Survival                                | Hate Plow                | Omslag                                                                |
| 2000 | Thane to the Throne                                 | Jag Panzer               | Omslag                                                                |
| 2001 | Blackwater Park                                     | Opeth                    | Design, omslagsdesign                                                 |
| 2001 | Death's Design                                      | Diabolical Masquerade    | Art direction, design                                                 |
| 2001 | Horror Show                                         | Iced Earth               | Layout, illustrationer                                                |
| 2001 | Identity 7: Deadly Sins (Century Media compilation) | Various artists          | Bildmaterial                                                          |
| 2001 | Into the Deepest Wounds                             | Withered Earth           | Layout                                                                |
| 2001 | Last Fair Deal Gone Down                            | Katatonia                | Design, fotografi                                                     |
| 2001 | Life as a Rider                                     | C-BO                     | Omslag                                                                |
| 2001 | Mechanized Warfare                                  | Jag Panzer               | Bildmaterial                                                          |
| 2001 | Praying, Hoping, Nothing                            | December                 | Bildmaterial, art direction, design, omslagskoncept, layout           |
| 2001 | Profoundemonium                                     | Trail of Tears           | Layout, omslagsdesign                                                 |
| 2001 | Rapture                                             | Dragonlord               | Art direction, design, layout, illustrationer                         |
| 2001 | Resonance                                           | Anathema                 | Skivfodralsdesign                                                     |
| 2001 | Sweet Home Transylvania                             | The Bronx Casket Co.     | Bilder, bilddesign                                                    |
| 2001 | Terria                                              | Devin Townsend           | Design, layout, illustrationer                                        |
| 2001 | The Towers of Avarice                               | Zero Hour                | Arrangering, producering, design, layout, illustrationer              |
| 2001 | Winds Blow Higher                                   | Sleepless                | Design, omslagsbild                                                   |
| 2002 | Abigail II: The Revenge                             | King Diamond             | Bildmaterial                                                          |
| 2002 | Conceived in Fire                                   | Living Sacrifice         | Bildmaterial                                                          |
| 2002 | Dark Genesis                                        | Iced Earth               | Bildmaterial, design, layout                                          |
| 2002 | Deadsoul Tribe                                      | Deadsoul Tribe           | Design, layout, illustrationer                                        |
| 2002 | Deliverance                                         | Opeth                    | Design, fotografi, verkställande                                      |
| 2002 | Despise the Sun                                     | Suffocation              | Bildmaterial, omslagskoncept                                          |
| 2002 | Envenomed II                                        | Malevolent Creation      | Omslag                                                                |
| 2002 | Forgiving Eden                                      | A Triggering Myth        | Design, illustrationer                                                |
| 2002 | Karma in Black                                      | The Defaced              | Omslagsbild                                                           |
| 2002 | Natural Born Chaos                                  | Soilwork                 | Bildmaterial, layout                                                  |
| 2002 | No Reply                                            | Daylight Dies            | Fotografi, layout                                                     |
| 2002 | Reflections of the I                                | Winds                    | Design, layout                                                        |
| 2002 | Resonance 2                                         | Anathema                 | Skivfodralsdesign                                                     |
| 2002 | Resurrection Through Carnage                        | Bloodbath                | Digital redigering, design                                            |
| 2002 | Souls Highway                                       | Beseech                  | Omslag                                                                |
| 2002 | This Is My Blood                                    | Soul Embraced            | Målning                                                               |
| 2002 | To Welcome the Fade                                 | Novembers Doom           | Bildmaterial                                                          |
| 2002 | Tribute to the Gods                                 | Iced Earth               | Bildmaterial, design, layout                                          |
| 2002 | Trinity                                             | Prototype                | Bildmaterial, förpackningsdesign, layout                              |
| 2002 | The Will to Kill                                    | Malevolent Creation      | Bildmaterial                                                          |
| 2002 | Words as Carriers                                   | Matt Zane                | Bildmaterial, layout                                                  |
| 2002 | Wrecking Everything                                 | Overkill                 | Design                                                                |
| 2003 | Accelerated Evolution                               | Devin Townsend           | Grafisk design, layout                                                |
| 2003 | Damnation                                           | Opeth                    | Omslags design, inlagsdesign                                          |
| 2003 | Emergent                                            | Gordian Knot             | Bildkonst                                                             |
| 2003 | Enemies of Reality                                  | Nevermore                | Bildmaterial, layout                                                  |
| 2003 | Exit Through Fear                                   | Society 1                | Bildmaterial                                                          |
| 2003 | Fall, I Will Follow                                 | Lacrimas Profundere      | Fotografi, layout                                                     |
| 2003 | The Glorious Burden                                 | Iced Earth               | Layout                                                                |
| 2003 | Identity Eight (Century Media compilation)          | Various artists          | Bildmaterial                                                          |
| 2003 | Keepers of Jericho: A Tribute to Helloween, Pt. II  | Various artists          | Omslag                                                                |
| 2003 | Killbox 13                                          | Overkill                 | Design, layout                                                        |
| 2003 | Labyrinth                                           | Labyrinth                | Bildmaterial                                                          |
| 2003 | Metamorphosis                                       | Zero Hour                | Illustrationer                                                        |
| 2003 | A Murder of Crows                                   | Deadsoul Tribe           | Design, layout, illustrationer                                        |
| 2003 | The Puppet Master                                   | King Diamond             | Bildmaterial                                                          |
| 2003 | Redemption                                          | Redemption               | Bildmaterial, layout                                                  |
| 2003 | Summoning                                           | Twelfth Gate             | Bildmaterial, logotyp                                                 |
| 2003 | Strapping Young Lad                                 | Strapping Young Lad      | Visuals                                                               |
| 2003 | Viva Emptiness                                      | Katatonia                | Art direction, design                                                 |
| 2004 | Acceleration                                        | Age of Silence           | Bildmaterial, grafisk design, fotografi, layout                       |
| 2004 | Delores Lesion                                      | Lilitu                   | Art direction, design, fotografi, illustrationskoncept                |
| 2004 | Feel. Melt. Release. Escape.                        | Anti-Depressive Delivery | Illustrationer                                                        |
| 2004 | Glow                                                | Unjust                   | Logotyp                                                               |
| 2004 | Gone Forever                                        | God Forbid               | Koncept, illustrationer, logotyp                                      |
| 2004 | The Imaginary Direction of Time                     | Winds                    | Grafisk design, bilder                                                |
| 2004 | In an Outrage                                       | Chastain                 | Omslag                                                                |
| 2004 | Insect Song                                         | Beyond the Embrace       | Bildmaterial                                                          |
| 2004 | The January Tree                                    | Deadsoul Tribe           | Layout, omslagsfoto                                                   |
| 2004 | A Natural Disaster                                  | Anathema                 | Producering                                                           |
| 2004 | Of Malice and the Magnum Heart                      | Misery Signals           | Illustrationer                                                        |
| 2004 | Out of Myself                                       | Riverside                | Design, layout, illustrationer                                        |
| 2004 | Temporary Psychotic State                           | Subterranean Masquerade  | Layout, illustrationer                                                |
| 2004 | Twice Second                                        | Symphorce                | Bildmaterial                                                          |
| 2004 | Where Lovers Mourn                                  | Draconian                | Layout, omslag                                                        |
| 2005 | Alien                                               | Strapping Young Lad      | Konstkonsult                                                          |
| 2005 | Arcane Rain Fell                                    | Draconian                | Layout, omslag                                                        |
| 2005 | The Black Sessions                                  | Katatonia                | Design, layout                                                        |
| 2005 | Ghost Reveries                                      | Opeth                    | Art direction, layout, illustrationer                                 |
| 2005 | Immersed                                            | Sinai Beach              | Bildmaterial                                                          |
| 2005 | ReliXIV                                             | Overkill                 | Layout, omslagsbild                                                   |
| 2005 | Torn Between Dimensions                             | At War With Self         | Layout, illustrationer                                                |
| 2006 | Opeth Collecter's Edition Slipcase                  | Opeth                    | Design, fotografi, omslagsdesign, bilder, inlagsdesign, verkställande |
| 2007 | Live Consternation                                  | Katatonia                | Bildmaterial                                                          |
| 2007 | Ziltoid the Omniscient                              | Devin Townsend           | Bildmaterial                                                          |
| 2008 | The Wacken Carnage                                  | Bloodbath                | Bildmaterial, art direction, design                                   |
| 2008 | Godspeed on the Devil's Thunder                     | Cradle of Filth          | Designproducering                                                     |
| 2009 | Carver City                                         | CKY                      | Bildmaterial                                                          |
| 2009 | Snowfall on Judgment Day                            | Redemption               | Bildmaterial                                                          |
| 2009 | The Cold                                            | Flotsam and Jetsam       | Omslagsbild                                                           |
| 2009 | Night Is the New Day                                | Katatonia                | Bildmaterial                                                          |
| 2009 | Addicted                                            | Devin Townsend           | Bildmaterial                                                          |